# Monolepta xanthodera
Monolepta xanthodera is een keversoort uit de familie bladkevers (Chrysomelidae). De wetenschappelijke naam van de soort werd in 1942 gepubliceerd door Chen.